# 下取り
下取り（したどり、Trade-In, Part Exchange）は、新しい商品を購入することを条件に、それまで使用していた古い商品を買い取る契約、商習慣のこと。
通常の中古品買取りと異なり、下取りの場合は必ずしも下取り商品を中古品として再流通させることを前提にしていない。そのため下取り商品が故障していたり、著しく古いものであっても下取りの対象となる。また、下取り金額は通常の買取りと比べて高額に設定され、本来であれば処分費用のかかるものであっても下取りの対象となる。
故障して不要となった場合の処分が困難な自動車や大型家電製品で行われることが多いが、近年ではパソコンやビデオカメラなどの高額商品の販売促進策としても採用されている。
なお、産業廃棄物にあたるものに関して、他者に不要物を引き取らせ処分させることは、廃棄物処理法の規制を受けるが、通常の商慣習に従った同種の物品の販売にともなう下取り行為は、規制対象外とされている。